# Voie du Guisui
La voie du Guisui (chinois traditionnel : 歸綏道 ; chinois simplifié : 归绥道 ; pinyin : guīsuí dào, le nom complet étant 山西总理旗民蒙古事物分巡归绥道兼管归化城等处税) est une voie ou circuit historique de Chine, située approximativement sur l'actuelle région autonome de Mongolie-Intérieure et en partie sur la province du Shanxi.
Elle est fondée durant la 6e année de l'Ère Qianlong, en 1741 et s'est terminé en 1913, pendant la 2e année de la République de Chine (1912-1949).